# Chapter Six: Listen With Your Ears, React With Your Face
"Chapter Six: Listen With Your Ears, React With Your Face" es el sexto episodio de la primera temporada de la serie de televisión policial estadounidense de comedia negra Barry. El episodio fue escrito por la productora Emily Heller y dirigido por Hiro Murai. Se transmitió por primera vez en HBO en Estados Unidos el 29 de abril de 2018.
La serie sigue a Barry Berkman, un sicario de Cleveland que viaja a Los Ángeles para matar a alguien, pero se une a una clase de actuación impartida por Gene Cousineau, donde conoce a la aspirante a actriz Sally Reed y comienza a cuestionar su camino en la vida mientras lidia con su asociados criminales como Monroe Fuches y NoHo Hank. En este episodio, Barry tiene que lidiar con las consecuencias de dejar vivir a Taylor mientras Fuches lo presiona para que lo mate. Para complicar las cosas, la policía comienza a acercarse a él mientras uno de los secuaces de Pazar lo persigue en busca de venganza.
Según Nielsen Media Research, el episodio fue visto por aproximadamente 0,560 millones de espectadores domésticos y obtuvo una participación de rating de 0,2 entre los adultos de 18 a 49 años. El episodio recibió elogios de la crítica, que elogió la escritura, la dirección, las actuaciones, la tensión y el suspenso de su escena final.

## Trama
Barry (Bill Hader) y Fuches (Stephen Root) están inspeccionando una pista de aterrizaje en el desierto con la ayuda de Taylor (Dale Pavinski), planeando interceptar la llegada del narcotraficante boliviano Cristóbal Sifuentes. Durante esto, Fuches le expresa a Barry su disgusto por Taylor y le dice que cometió un gran error al no matarlo.
La mañana después de tener relaciones sexuales, Moss (Paula Newsome) le dice a Gene (Henry Winkler) que deben terminar su relación, ya que siente que esto interferirá con su investigación. Mientras tanto, Pazar (Glenn Fleshler) y Hank (Anthony Carrigan) controlan la masacre del escondite y elogian las acciones de Barry. El empleado de Pazar, Vacha (Mark Ivanir), le cuenta a Pazar sobre Sally (Sarah Goldberg) y su conexión con Barry, pero Pazar le dice que deje de perseguir a Barry, a pesar de que mató a su hermano.
Barry visita a Taylor en su apartamento, quien se siente cómodo viendo pornografía con él. Barry le sugiere que podría trabajar para Fuches mientras él deja su vida de asesino a sueldo, pero Taylor se niega e incluso se enoja por la cantidad de dinero que Fuches recibe de Barry, y le dice a Barry que debería matar a Fuches. También le da a Barry parte del dinero que recuperó del escondite. Barry se niega a aceptar el dinero porque está relacionado con el lavado de dinero. Mientras Barry va al baño (una vez más soñando despierto con sus futuros hijos), Taylor coloca el dinero en la mochila de Barry.
En la clase de actuación, Barry se disculpa con la clase por su arrebato, pero le aseguran que tuvieron la culpa por no ser conscientes de sus sentimientos. Cuando comienza la clase, Barry se sorprende al encontrar el dinero en su mochila y rápidamente lo esconde en el techo del baño. Luego representa una escena de Macbeth con Sally, que sale mal. Para mejorar su interpretación, Gene hace que Barry y Sally se digan repetidamente "Te amo", lo que les hace cambiar de tono. Terminada la clase, Barry se siente frustrado con los constantes mensajes de Taylor. Barry lo llama personalmente y le dice que él mismo hará el trabajo de la pista de aterrizaje. Taylor simplemente dice "está bien". Mientras tanto, Moss comienza a pensar en su relación con Gene y decide abandonar el caso, para gran entusiasmo de sus socios.
Esa noche, Sally le pide a Gene un nuevo papel en la obra para ayudarla a desafiarse a sí misma y él termina aceptando. Durante esto, Vacha se cuela en la clase para encontrar a Sally y se encuentra con Moss, que quería ver a Gene para reavivar su relación. Moss nota el acento ruso de Vacha, lo que lo lleva a huir del área y ella lo persigue. Vacha abre fuego con un rifle, pero Moss logra matarlo después de un tenso tiroteo. Mientras la policía asegura e investiga la escena del crimen, Gene llega y está confundido, y finalmente Moss le dice que abandone la escena. La policía también descubre el dinero escondido en el baño. 
Al día siguiente, Barry se topa con Taylor, completamente vestido con su uniforme militar. Se sorprende aún más al ver que ha traído a Chris (Chris Marquette) y Vaughn (Marcus Brown) para ayudarlos en el ataque a la pista de aterrizaje, habiéndose sentido inspirado por el libro de actuación de Gene que Taylor quitó cuando puso el dinero en la mochila de Barry. Barry, preso del pánico, intenta sacar a Chris del vehículo porque no se da cuenta del ataque, pero Chris decide quedarse. Taylor ignora las advertencias de Barry de seguir la ruta más segura y conduce directamente hacia los bolivianos, que ya están en la escena. A medida que se acercan, su auto es abatido a tiros, las balas alcanzan a Taylor y Vaughn y el auto comienza a perder el control.

## Producción

### Desarrollo
En febrero de 2018, el título del episodio se reveló como "Chapter Six: Listen With Your Ears, React With Your Face" y se anunció que la productora Emily Heller había escrito el episodio mientras que Hiro Murai lo había dirigido. Este fue el primer crédito de escritura de Heller y el segundo crédito de dirección de Murai. 

## Recepción

### Espectadores
El episodio fue visto por 0,560 millones de espectadores, obteniendo un 0,2 en la clasificación demográfica de 18 a 49 años en la escala de clasificación de Nielson. Esto significa que el 0,2 por ciento de todos los hogares con televisores vieron el episodio.  Esta fue una disminución del 13% con respecto al episodio anterior, que fue visto por 0,643 millones de espectadores con un 0,2 en el grupo demográfico de 18 a 49 años. 

### Reseñas críticas
"Chapter Six: Listen With Your Ears, React With Your Face" recibió aclamación de la crítica. Vikram Murthi de The A.V. Club le dio al episodio una "A" y escribió: "'Chapter Six: Listen With Your Ears, React With Your Face' es el episodio de la temporada en el que todo comienza a desmoronarse, en el que comienzan las paredes a acercarse lentamente a nuestro héroe. Sin embargo, Barry toma algunas decisiones interesantes para un episodio de televisión que ahora es estándar. Por un lado, el programa se toma su tiempo antes de dejar que la mierda proverbial llegue a los fanáticos. Barry camina de puntillas alrededor de Taylor o del drama de la clase de actuación, pero al final del episodio, la policía de Los Ángeles está más cerca de Barry que nunca, y Taylor toma el control de la misión de Barry. La escritora acreditada Emily Heller adormece a la audiencia con una falsa sensación de seguridad antes dejando que la acción tome el control".
Nick Harley de Den of Geek escribió: "Una vez más, Barry avanza hacia un material más oscuro y nos da un suspenso que me hace resistirme a iniciar inmediatamente el próximo episodio. Tengo que asumir que Barry saldrá ileso de esta situación, pero ¿cómo lo hará potencialmente? ¿Perder a su amigo Chris lo afectará? ¿La ira lo enviará entonces tras Fuches? ¿La conexión boliviana finalmente lo pondrá en la mira de Moss? El hecho de que una serie de media hora que fue presentada como una comedia me haga hacer todas estas preguntas lo demuestra. Estamos ante algo verdaderamente único y especial".  Charles Bramesco de Vulture le dio al episodio una calificación de 4 estrellas sobre 5 y escribió: "A pesar de todo su humor absurdo y sus vuelos jarmuschianos de tedio estancado, Barry sigue siendo en el fondo una obra moral sobre la inmoralidad de las personas que representan obras de teatro. Barry ahora tiene algunas vidas inocentes en sus manos, la más preocupante es la de un amigo con esposa e hijo que pensó que todos iban al desierto para realizar un poco de intimidación ligera". 